# Ambrogio Besozzi
Pour les articles homonymes, voir Besozzi.
Giovanni Ambrogio Besozzi (né en 1648 à Milan en Lombardie et mort le 6 octobre 1706 dans cette même ville) est un peintre et graveur italien de la période baroque.

## Biographie
Né à Milan, Ambrogio Besozzi commence sa formation avec Gioseffo Danedi dit (Il Montalto).
Il seconde Ciro Ferri à Rome lors des travaux de quadratura et dans la décoration.
Ensuite il retourne à Milan, puis à Parme et à Turin où il décore diverse églises.
On connaît aussi de lui deux plaques : Portrait du Corrège et Apothéose d'une princesse, dont le portrait est de Bonacina.
Il est mort à Milan et est enterré dans l'église de Santa Maria près de San Satiro à Milan.